# Lehetetlen színek

A csapsejtek három típusának normalizált spektrális érzékenysége. Ez határozza a meg az emberi színlátást

A lehetetlen színek, más néven tiltott színek olyan színek, amiket normál színlátással nem lehet a látható fény különböző hullámhosszaiból és intenzitásaiból kikeverni, de bizonyos körülmények között mégis láthatók.
Két típusuk van:
- Olyan színek, amik akkor lennének láthatók, ha a csapok az értékek olyan kombinációját tudnák közvetíteni, mint amiket nem közvetítenek a látható fény különböző hullámhosszainak és intenzitásainak egyik kombinációjában sem
- Olyan színek, amiket a retina nem közvetít, de az agy elő tud állítani a retina különböző részeiből vagy a két szemből kapott jelek kombinációjaként. Erre példa a sárga és a kék, illetve a zöld és a piros színeknek az a keveréke, amely mindkét eredeti színre hasonlít,[1] de nem keverhető ki fényekből vagy festékekből.

## Opponens folyamat

A fény hullámhosszának emberi szem által látott piros-zöld és kék-sárga értékei

Az opponens színfeldolgozási folyamat a színek agyi feldolgozásának elmélete. E szerint az agy a csapok és a pálcikák által adott információt ellentétek formájában dolgozza fel. Mivel a csapok közül valamilyen mértékben mindig mindegyik válaszol a fényingerre, ezért a feldolgozás hatékony módszere, ha a látórendszer inkább a jelek különbségeit veszi figyelembe. Az elmélet szerint három opponens csatorna van:
- piros-zöld
- kék-sárga
- fekete-fehér a fényességnek (luminancia)

Egy csatornán belül az egyes színekre adott válaszok kizárják egymást, A retina adott pontjáról érkező jel ezután csak az egyik színre vonatkozó információt tartalmazhatja, a másikra vonatkozót nem. 

## Valós színek

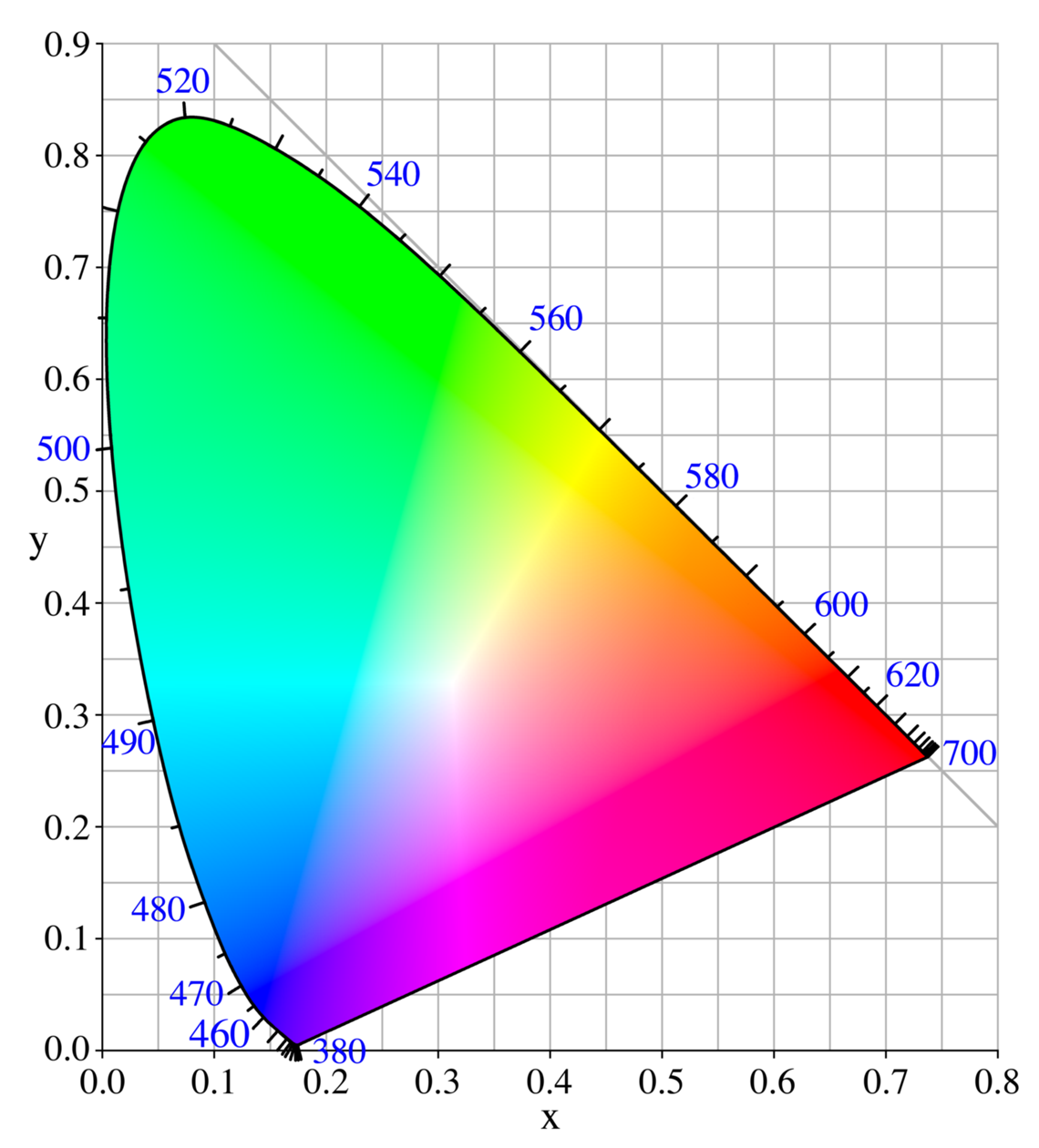
CIE 1931 színmező. A valós színeket fekete vonal veszi körül; ezen kívül találhatók a képzetes színek. Meg kell jegyezni, hogy a képernyőn nem minden szín jeleníthető meg; ezeknek a legközelebbi ábrázolható szín van megfeleltetve

A ProPhoto RGB színmező alapszínei közül a kék és a piros képzetes, ezzel megnövelve a gamutot. Egyes valós színek azonban még így sem ábrázolhatók

A valós színek előállíthatók fizikai fényforrással. Valós színek additív keveréke valós színt eredményez. A CIE 1931 XYZ színmezőben két szín additív keveréke a két színt összekötő szakaszon van, a felhasznált színek arányától függően. Három szín keverésével egy háromszög pontjaihoz juthatunk; a háromszögön kívüli színek nem állíthatók elő. A keveréshez felhasznált színek az alapszínek, a háromszög pedig az ő gamutjuk.
A valós színek tartománya nem sokszög, így akárhány véges sok alapszínt veszünk fel rajta, nem fogjuk tudni kikeverni az összes valós színt. Emiatt van értelme annak, hogy képzetes alapszíneket tűzzünk ki, a valós színek tartományán kívül. Így a létrejövő gamut tartalmaz képzetes színeket is.
A számítógép és a tévé képernyője azonban csak valós alapszíneket használhat. A három alapszín a foszforfénnyel előállítható legpirosabb piros, legzöldebb zöld és legkékebb kék. Így többek között a valós színek tartományának ábrája sem teljesen valósághű, mivel e három szín gamutján kívül a legközelebbi ábrázolható szín jelenik meg.

## Képzetes színek
A képzetes színek a színmezők, színterek definiálásához használt színek, amelyek normál körülmények között nem láthatók, habár előállhatnak csapsejtekből érkező jelek kombinációjaként.  Emiatt egy valódi tárgynak nem lehet képzetes színe.
A közepes hullámhosszú ("M") csapsejtek aktiválási görbéje átfedi mind a rövid ("S"), mind a hosszú hullámhosszakra ("L") érzékeny csapsejtek aktivációs görbéjét. Bármely hullámhosszú fény, ami aktiválja az S vagy L csapsejteket, aktiválja az M csapsejteket is. Emiatt nem létezik olyan hullámhossz vagy hullámhosszak nem negatív keveréke, amely csak egyetlen típusú csapsejtet aktiválna. Például, ha egyedül csak az M csapok aktiválódnának, akkor a látott fény minden zöldnél zöldebb lenne. Ezt hullámhosszak olyan keveréke váltaná ki, amiben a kék és a piros hullámhosszak negatív együtthatóval szerepelnének, ami képtelenség. Az ilyen hiperzöld a CIE 1931 diagramon a zöld részen túli fehér területen lenne, az y tengely és az x+y=1 egyenes között.

## Kimérikus színek

Kimérikus színek látásához először a fárasztási példára kell nézni (fatigue template) 20-60 másodpercig, majd a semleges tárgyra váltani (neutral target)

Kimérikus színek akkor láthatók, ha az ember először egy élénk színű tárgyra néz olyan sokáig, hogy a csapok elfáradjanak; ezután pedig egy más színű tárgyra néz. Ezt az opponens folyamatok elmélete írja le. Például ha másodszor fehérre néz, akkor utóképet lát az eredeti szín kiegészítő színében. A legmeggyőzőbb érv az opponens folyamat mellett a színmező ezzel a módszerrel való kiterjesztése. Két szemmel nézve sem állnak elő az opponens színek egyidejű minőségei. A kimérikus színek közé tartoznak:
- Alvilági színek: egyszerre sötétek és túltelítettek. Például először élénk sárga színre nézve kék utókép áll elő. Ezután feketére nézve megmarad a kék színminőség, de elmarad a fényesség: a kék ugyanolyan sötétnek látszik, mint a fekete. A retina tartalmaz olyan neuronokat is, amelyek csak sötétben jeleznek.
- Önvilágosító színek: ezek izzó anyagra emlékeztetnek, akkor is, ha papíron látszódnak, ahol a szín a ráeső fény elnyelt részének komplementereként áll elő. Például önvilágosító piros látható, ha sokáig zöldre meredünk, majd aztán fehérre: a látott piros szín még a fehér háttérnél is világosabbnak tűnik.
- Túltelített színek: a telített színeknél is telítettebbek. Például a túltelített narancssárgához először kékesszöldre kell meredni, majd narancssárgára. Az így előállt narancssárga a legtisztább narancssárga lesz, élénkebb minden normális esetben látható narancssárgánál. Vagy napsütésben legalább két percig tiszta magentára meredve, majd utána zöld levelekre nézve minden zöldnél zöldebbet lehet látni.

## Normál színmezőn kívüli színek látása

Néhányan képesek a kék és a sárga színek keverékét látni azáltal, hogy úgy néznek, hogy a két + jel egymást fedje

Normális körülmények között az opponens színek nem keveredhetnek. Így nem létezik pirosaszöld vagy sárgáskék.
1983-ban Hewitt D. Crane és Thomas P. Piantanida kísérleteket végzett tekintetkövető berendezés használatával. A készülék egy piros és egy zöld függőleges csíkot vetített szorosan egymás mellé, vagy több váltakozó piros és zöld csíkot. Volt, hogy piros és zöld helyett kéket és sárgát használtak. A tükröket úgy rendezték el, hogy a sávok határai mindig a retinának ugyanarra a részére vetüljenek. A csíkokon kívüli területet kitakarták.
A sávok határai egy idő után elmosódtak, talán az éldetektor neuronok fáradása miatt, és a színek egybefolytak. A látókéregben az opponens folyamatok megkerülésével új szín jött létre, ami nem jöhet létre sem fények, sem festékek keverésével. Ez a szín nincs a  CIE 1931 színmezőben, sem a valós, sem a képzetes színek között.
Piros és zöld vetítésekor a résztvevők egy része az egyik szín foltját látta a másik szín, mint háttér előtt. Mások a két szín még épphogy látható pontjainak szabályos mintázatáról számoltak be. Megint mások számára az új szín az egész látóteret betöltötte. Ők az új színt még egy ideig utólag is el tudták képzelni. Képtelenek voltak megnevezni, vagy leírni azon túl, hogy a piros és zöld keverékét látták. Az egyik önkéntes művész volt, aki sok színt ismert, de még őt is elhagyták a szavak.
2001-ben Vincent A. Billock, Gerald A. Gleason és Brian H. Tsou azzal az elmélettel állt elő, hogy az 1983-as kísérletben nem biztosították, hogy a résztvevők számára a két szín fényessége megegyezzen. Eltérő fényességérzet esetén a két szín gyors váltogatása minimális vibrálással jár. 2001-es kísérletükben ezt is figyelembe vették. Az eredmény szerint az új szín csak akkor jelent meg, ha az alapszínek egyenlő fényességűek voltak; bár ekkor is előfordult, hogy a két szín gyakran váltogatta egymást. Különben különféle mintázatok láthatók. Előfordult, hogy a két szín egymás fölött volt látható, mintha külön síkban lennének, és egyik a másikon lenne.
Az eredmények alapján kidolgozták új elméletüket, amely szerint a neuronok csoportjai versengenek abban, hogy melyik csoport tüzel erősebben, és a gyengébben elhallgatnak. Ebben a modellben a versengés kiküszöbölése, például a két csoport közötti kapcsolat megszüntetése lehetővé teszi, hogy egymással versengő csoportok egyszerre tüzeljenek.
Hsieh és Tse 2006-ban tanulmányt jelentetett meg az opponens folyamat által tiltott színekről, és arra a következtetésre jutottak, hogy azok átmeneti színek. Lásd binokuláris rivalizálás.
Néhány szinesztéta X → szín típusú szinesztéziával képes lehetetlen színeket látni. Például ha két szomszédos betűnek opponens színei vannak, akkor egybefolyhatnak, és létrejön a piros-zöld vagy sárga-kék tiltott keveréke.

## További irodalom
- (2010) „Seeing Forbidden Colors”. Scientific American 302 (2), 72–7. o. DOI:10.1038/scientificamerican0210-72. PMID 20128226.
- (1984) „Spatial properties of red-green and yellow-blue perceptual opponent-color response”. Vision Research 24 (9), 987–94. o. DOI:10.1016/0042-6989(84)90075-0. PMID 6506487.
- (1992) „Red-green and yellow-blue opponent-color responses as a function of retinal eccentricity”. Vision Research 32 (10), 1955–64. o. DOI:10.1016/0042-6989(92)90055-n. PMID 1287992.

## Külső linkek
- Bradbury, Aaron: Hyperbolic Orange and the River to Hell, 2014. március 1. [2017. december 16-i dátummal az eredetiből archiválva]. (Hozzáférés: 2017. december 16.) „It is possible however to see colours that aren’t in reality. Impossible colours...”

## Fordítás
Ez a szócikk részben vagy egészben  az   Impossible color című angol Wikipédia-szócikk fordításán alapul.  Az eredeti cikk szerkesztőit annak laptörténete sorolja fel. Ez a jelzés csupán a megfogalmazás eredetét és a szerzői jogokat jelzi, nem szolgál a cikkben szereplő információk forrásmegjelöléseként.